# Carl Friedrich Gademann
Carl Friedrich Gademann (* 1846 in Schweinfurt; † 1910 ebenda) war ein deutscher Unternehmer.

## Leben

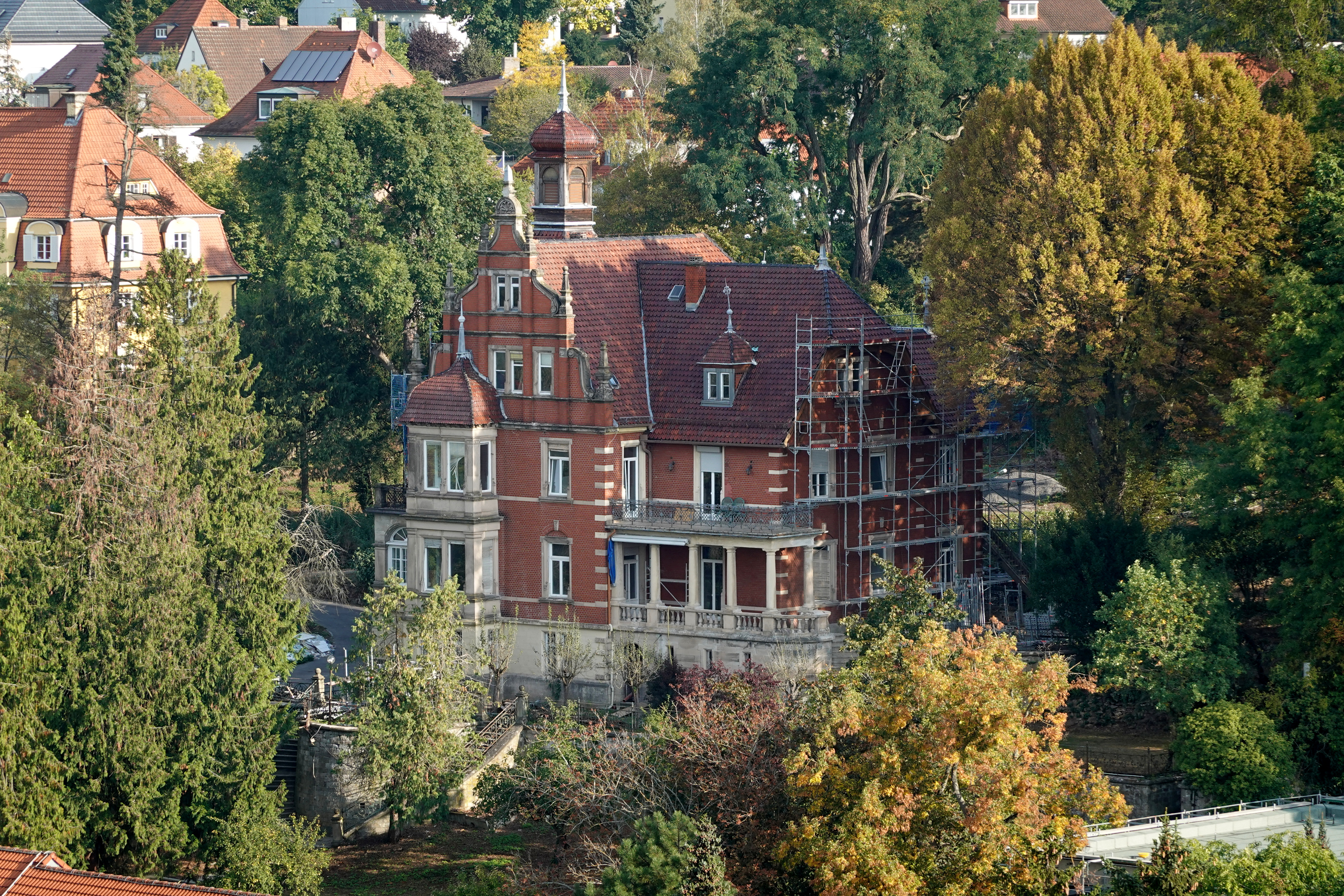
Gademann-Villa in der Bergstraße 8/10 im Jahr 2023

Gademann entstammte einer der ältesten Familien Schweinfurts. Er war Inhaber der von seinem Großvater Johann Georg Gademann (1754–1813) im Jahr 1780 gegründeten, seit 1792 in Niederwerrn ansässigen und bis 1910 als Familienbetrieb geführten Weiß- und Buntfarbenfabrik „Gademann & Co.“ zur Herstellung von Chemie-Farben, die zwischen 70 (1880) und 120 Mitarbeiter (1900) beschäftigte. Das Unternehmen ist die älteste Mineralfarbenfabrik Bayerns.
Später erhielt Gademann den Titel eines Kommerzienrats.
Im Jahr 1896 ließ er sich vom Schweinfurter Baumeister Bruno Specht auf seinem Anwesen Bergstraße 8 die heute denkmalgeschützte Villa mit Ziergiebel und Turm, mit Gartenterrassen und Portalen sowie Nebengebäuden bauen.
Gademann heiratete Franciska Sattler. Sein Sohn war Kommerzienrat Ferdinand Gademann (1880–1969), nach dem Tod des Vaters (1910) Erbe des Unternehmens.